# Seven Wishes
Seven Wishes (рус. «Семь желаний») — третий студийный альбом американской рок-группы Night Ranger, изданный в 1985 году и спродюсированный Пэтом Глессером. Американская ассоциация звукозаписывающих компаний присвоила диску платиновый статус.
В Billboard 200 Seven Wishes занял 10-е место и находился 32 недели в чарте. Сингл Sentimental Street «занимал» 3-ю строчку в Billboard Hot 100. На 19-е место в Hot 100 удалось попасть синглу «Four in the Morning (I Can’t Take Anymore)».

## Список композиций
1. «Seven Wishes» (Блэйдс) — 4:54
2. «Faces» (Киги, Блэйдз, Фитцджеральд) — 4:12
3. «Four in the Morning (I Can’t Take Anymore)» (Блэйдс) — 3:54
4. «I Need a Woman» (Блэйдс) — 4:40
5. «Sentimental Street» (Блэйдс) — 4:14
6. «This Boy Needs to Rock» (Блэйдс, Гиллис) — 4:00
7. «I Will Follow You» (Фитцджеральд, Блэйдз) — 4:16
8. «Interstate Love Affair» (Блэйдс) — 3:16
9. «Night Machine» (Блэйдс, Киги, Гиллис) — 4:34
10. «Goodbye» (Уотсон, Блэйдс) — 4:22

## Участники записи
- Джек Блэйдс — бас-гитара, вокал
- Джефф Уотсон — соло-гитара и ритм-гитара
- Брэд Гиллис — соло-гитара и ритм-гитара
- Алан Фитцджеральд — клавишные, синтезатор, пианино, бэк-вокал
- Келли Киги — ударные, перкуссия
- Винс Нил, Кевин Чарльз — крик

Производство
- Пэт Глессер  — продюсер
- Джон Ван Нест — инженер
- Брайан Гарденер — мастеринг